# Danse klin
La danse klin est une danse traditionnelle de réjouissance exclusivement féminine de l'ethnie gouro, en Côte d'Ivoire. 

## Déroulement
Un homme bat un long tam-tam pendant que les danseuses, dans un cercle de cendre, scandent le rythme à l'aide de tuês. Le batteur est purifié à la fin de la danse.